# SN 2009bi
SN 2009bi – supernowa typu Ia odkryta 17 marca 2009 roku w galaktyce A142939+3909. W momencie odkrycia miała maksymalną jasność 20,00m.